# Ком (река)
Ком — река в России, протекает по территории Койгородского района Республики Коми. Впадает в реку Воктым в 6 км от её устья по правому берегу. Длина реки — 55 км. Среднегодовой расход воды в 12 км от устья составляет 2,69 м³/с, наибольший приходится на май — 12,24 м³/с (данные наблюдений с 1973 по 1988 год). На реке расположен одноимённый посёлок.

## Данные водного реестра
По данным государственного водного реестра России и геоинформационной системы водохозяйственного районирования территории РФ, подготовленной Федеральным агентством водных ресурсов:
- Бассейновый округ — Двинско-Печорский
- Речной бассейн — Северная Двина
- Речной подбассейн — Вычегда
- Водохозяйственный участок — Вычегда от истока до города Сыктывкара

## Притоки
(указано расстояние от устья)
- 5 км — река Важъю (лв)
- 32 км — река Курнос 1-й (пр)
- 39 км — река Поповка (пр)